# Ľubá
Ľubá (maďarsky Libád) je obec na Slovensku v okrese Nové Zámky. Žije zde 404 obyvatel.

## Poloha
Obec leží v jihovýchodní části Podunajské pahorkatiny, na severním úbočí Belianských kopců, v nejjižnější části Pohronské pahorkatiny. Severní části protéká potok Paríž v jehož údolí jsou močály a vodní nádrž Kamenný most. Jižní část území je tvořeno pahorkatinou na které jsou menší dubové a akátové lesíky. Nadmořská výška území se pohybuje v rozmezí 115 až 250 m, střed obce je ve výšce 190 m n. m.

## Historie
Archeologické nálezy dokládají slovanské sídliště z období Velkomoravské říše.
První písemná zmínka o obci pochází z roku 1294, kde je uváděná jako Leuka, později Libad nebo Lobad, od roku 1948 Lubá. Obec náležela místním zemanům a od roku 1549 pod Ostřihomskou kapitulu. V 17. století v období tureckých válek byla téměř vylidněná, v roce 1696 měla pouze tři obývané usedlosti. Postupně byla dosídlena a v roce 1715 zde žilo 221 obyvatel v 14 domácnostech. V období 1938–1945 byla připojena k Maďarsku.
Hlavní obživou bylo zemědělství a vinohradnictví.

## Kostely
V obci je římskokatolický pozdně barokní filiální kostel svatého Jana Křtitele z druhé poloviny 18. století. Kostel je jednolodní stavba s polygonálním kněžištěm, v průčelí nad barokním štítem je posazena věžička s jehlanovou střechou. V interiéru je hlavní oltář s obrazem svatého Jana Křtiele z roku 1882.
Kostel náleží pod římskokatolickou farnost svatého Mořice v Kamenném Mostě, děkanát Štúrovo, diecéze nitranské.